# Liga Koszykówki Ameryki Południowej
Liga Koszykówki Ameryki Południowej (Portugalski: Liga Sul-Americana de Basquete, Angielski: South American Basketball League) – międzynarodowe, klubowe rozgrywki koszykarskie, przeznaczone dla czołowych męskich drużyn z Ameryki Południowej, organizowane przez South American Basketball Association (ABASU). Edycja inauguracyjna rozpoczęła się w 1996. Rozgrywki reprezentują drugi, najwyższy poziom rozgrywkowy (po Amerykańskiej Lidze Koszykówki FIBA) na kontynencie amerykańskim. W latach 2000–2007 reprezentowały pierwsza klasę rozgrywkową na kontynencie.
Najlepsze zespoły awansują do rozgrywek Amerykańskiej Ligi Koszykówki FIBA, reprezentującej obecnie najwyższą klasę rozgrywkowa na kontynencie amerykańskim.
Klubowe Mistrzostwa Ameryki Południowej w koszykówce mężczyzn zaczęto rozgrywać w 1946. Były to pierwsze międzynarodowe rozgrywki na kontynencie Ameryki Południowej. Pełniły wtedy najwyższą klasę rozgrywkową na kontynencie, aż do 1993. Wtedy schędę pierwszeństwa przejęły Klubowe Mistrzostwa Pan Amerykańskie. Liga Koszykarska Ameryki Południowej FIBA (FIBA South American League) powstała w 1996, jako rozgrywki drugiego poziomu koszykarskiego na kontynencie Ameryki Południowej. Kiedy mistrzostwa Pan Amerykańskie zakończono w 2000, liga zaczęła funkcjonować jako pierwszy poziom rozgrywkowy na kontynencie.
W grudniu 2007 powstała Amerykańska Liga Koszykówki FIBA, wtedy rozgrywki ligi południowoamerykańskiej ponownie zaczęły reprezentować drugi poziom rozgrywkowy, począwszy od rozgrywek 2008. 
Rozgrywki odbywają się w jednym lub kilku miastach. W pierwszej rundzie rywalizuje osiem zespołów, podzielonych na dwie grupy, po cztery w każdej. Dwie najlepsze drużyny z każdej grupy awansują do półfinałów. Tam, zespoły z pierwszego miejsca zaczynają rywalizację z zespołami, które uplasowały się na drugim miejscu w innej grupie. Do finału wchodzą zwycięzcy rywalizacji półfinałowych.

## Drużyny mistrzowskie
- 1996  Olimpia
- 1997  Atenas
- 1998  Atenas
- 1999  Vasco da Gama
- 2000  Vasco da Gama
- 2001  Estudiantes
- 2002  Libertad
- 2003 Nie rozegrano
- 2004  Atenas
- 2005  Unitri Uberlândia
- 2006  Ben Hur
- 2007  Libertad
- 2008  Regatas Corrientes
- 2009  Flamengo (I)
- 2009  Quimsa (II)
- 2010  Brasília
- 2011  Obras Sanitarias
- 2012  Regatas Corrientes
- 2013  Brasília
- 2014  Bauru
- 2015  Brasília
- 2016  Mogi das Cruzes
- 2017  Guaros de Lara
- 2018  Franca

## Final Four ligi
| Rok       |                    | Finał          | Finał                    | Finał                 |                       | Półfinały | Półfinały |
| Rok       | Mistrz             | Wynik          | Wicemistrz               |                       |                       |           |           |
| 1996      | Olimpia            | 2–0            | Corinthians              | Cougar Franca         | Rio Claro             |           |           |
| 1997      | Atenas             | 2–1            | Corinthians              | Olimpia               | Marathon Franca       |           |           |
| 1998      | Atenas             | 2–0            | Marathon Franca          | Boca Juniors          | Independiente         |           |           |
| 1999      | Vasco da Gama      | 2–0            | Boca Juniors             | Independiente         | Welcome               |           |           |
| 2000      | Vasco da Gama      | 3–2            | Atenas                   | Marathon Franca       | Welcome               |           |           |
| 2001      | Estudiantes        | 3–1            | GECR                     | Atenas                | Flamengo              |           |           |
| 2002      | Libertad           | 3–1            | Vasco da Gama            | Cocodrilos de Caracas | Estudiantes           |           |           |
| 2004      | Atenas             | 3–2            | Unitri Uberlândia        | Boca Juniors          | Libertad              |           |           |
| 2005      | Unitri Uberlândia  | 3–1            | Universo Ajax            | Boca Juniors          | Cocodrilos de Caracas |           |           |
| 2006      | Ben Hur            | 3–1            | COC Ribeirão Preto       | Unitri Uberlândia     | Libertad              |           |           |
| 2007      | Libertad           | 3–2            | Unimed Franca            | Ben Hur               | GECR                  |           |           |
| 2008      | Regatas Corrientes | 3–2            | Flamengo                 | Boca Juniors          | Universo Brasília     |           |           |
| 2009 (I)  | Flamengo           | Grupa finałowa | Quimsa                   | Norte                 | Regatas Corrientes    |           |           |
| 2009 (II) | Quimsa             | Grupa finałowa | Libertad                 | Juventud Sionista     | Minas                 |           |           |
| 2010      | Brasília           | 98-86          | Flamengo                 | Boca Juniors          | Quimsa                |           |           |
| 2011      | Obras Sanitarias   | 88-73          | Pinheiros Sky            | Brasília              | Atenas                |           |           |
| 2012      | Regatas Corrientes | Grupa finałowa | Brasília                 | Flamengo              | Peñarol               |           |           |
| 2013      | Brasília           | 93–81          | Aguada                   | Paschoalotto Bauru    | Boca Juniors          |           |           |
| 2014      | Bauru              | 79–53          | Mogi das Cruzes          | Boca Juniors          | Malvín                |           |           |
| 2015      | Brasília           | 2–0            | San Martín de Corrientes | Grupa półfinałowa     | Grupa półfinałowa     |           |           |
| 2016      | Mogi das Cruzes    | 3–0            | Bahía Basket             | Grupa półfinałowa     | Grupa półfinałowa     |           |           |
| 2017      | Guaros de Lara     | 3–1            | Estudiantes Concordia    | Grupa półfinałowa     | Grupa półfinałowa     |           |           |
| 2018      | Franca             | 2–1            | Instituto                | Grupa półfinałowa     | Grupa półfinałowa     |           |           |

## Tytuły według klubów
| Tytuły | Kluby              | Lata             |
| 3      | Atenas             | 1997, 1998, 2004 |
| 3      | Brasília           | 2010, 2013, 2015 |
| 2      | Vasco da Gama      | 1999, 2000       |
| 2      | Libertad           | 2002, 2007       |
| 2      | Regatas Corrientes | 2008, 2012       |
| 1      | Olimpia            | 1996             |
| 1      | Estudiantes        | 2001             |
| 1      | Uberlândia         | 2005             |
| 1      | Ben Hur            | 2006             |
| 1      | Flamengo           | 2009 (I)         |
| 1      | Quimsa             | 2009 (II)        |
| 1      | Obras Sanitarias   | 2011             |
| 1      | Bauru              | 2014             |
| 1      | Mogi das Cruzes    | 2016             |
| 1      | Guaros de Lara     | 2017             |
| 1      | Franca             | 2018             |

## Tytuły według krajów
| Tytuły | Kraje     |
| 12     | Argentyna |
| 9      | Brazylia  |
| 1      | Wenezuela |